# 21799 Ciociaria
21799 Ciociaria este un asteroid din centura principală de asteroizi.

## Descriere
21799 Ciociaria este un asteroid din centura principală de asteroizi. A fost descoperit pe 1 octombrie 1999 la Campo Catino de Franco Mallia și Gianluca Masi. Asteroidul prezintă o orbită caracterizată de o semiaxă mare de 3,08 ua, o excentricitate de 0,13 și o înclinație de 17,0° în raport cu ecliptica.